# Sonorai szabalpálma
A sonorai szabalpálma (Sabal uresana) a pálmafélék (Areacea) családjába tartozó faj.

## Elterjedése
Mexikó északnyugati részén (Chihuahua és Sonora államok) őshonos. Latin nevét a Sonora tagállamban található Ures nevű kisvárosról kapta. Természetes élőhelye a Sonora-sivatag és a Nyugat-Sierra Madre hegység találkozásánál elterülő vidék. A tenger szintje felett egészen 1500 méter magasságig megtalálható. A fajt eredeti élőhelyének elvesztése fenyegeti.

## Leírása
A sonorai szabalpálma egy gyorsan növő, viszonylag nagy méretű pálmafa. Akár a 20 méter magasságot, törzse átmérője pedig a 40 cm vastagságot is elérheti. A fiatal pálma kékes-zöld (innen ered a kék szabalpálma elnevezés), legyező alakú leveleket növeszt, az idősebb példányoknak viszont zöld színű levelei vannak. Fehér virágai virágzatba tömörülnek. A virágzat egy íves tengelyen helyezkedik el és hossza eléri, vagy meghaladja a levelek hosszát. Gyümölcse lapított, gömb vagy körte alakú, és 13-18 milliméter átmérőjű.

## Ültetése, művelése, kertészeti hasznosítása
Robusztus növény, melyet a szubtrópusi és mérsékelten meleg régiókban egyaránt ültetik a parkokban. Természetes élőhelyükön a kihalás veszélyezteti. Felnőtt példányai a -16 °C fokos hideget is képesek túlélni rövid ideig.

## Felhasználása
Mexikó számos régiójában gazdaságilag fontos fának tartják. A friss hajtások leveleit széles körben kosárfonáshoz, szőnyegszövéshez, kötélveréshez, és egyéb kézműves termékek előállításához használják fel. Az idősebb leveleket is felhasználják: például seprűt készítenek belőle. A levélkék közötti szálakat nyeregtakaró készítéséhez használják fel. Törzsét rendszeresen felhasználják karámok építéséhez és házak gerendázatának kialakításához (például: keresztgerenda). A gyümölcsök cukros belső puha húsát helyben frissen vagy főzés után egyaránt fogyasztják. Mint a közönséges szabalpálma esetében (latinul: Sabal palmetto), a sonorai szabalpálma központi csúcsrügyét is szívesen fogyasztják, mint a "pálma szívét" alkalmanként, de ennek kivágása, mint ahogyan a közönséges szabalpálmánál is végzetes a növény számára. A hatalmas levelek levélnyelét is néha felhasználják sajtérlelő állványok építéséhez, keverőbot, illetve seprűnyél készítéséhez.

## Fordítás
- Ez a szócikk részben vagy egészben a Sabal uresana című angol Wikipédia-szócikk fordításán alapul.  Az eredeti cikk szerkesztőit annak laptörténete sorolja fel. Ez a jelzés csupán a megfogalmazás eredetét és a szerzői jogokat jelzi, nem szolgál a cikkben szereplő információk forrásmegjelöléseként.